# لانتان اکسید
اکسید لانتان (به انگلیسی: Lanthanum oxide) ماده ایست که در اثر اکسید شدن فلز لانتان بدست می آید و با فرمول شیمیایی La۲O۳ یک ترکیب شیمیایی با شناسه پاب‌کم ۱۵۰۹۰۶ است. که جرم مولی آن 325.809 g/mol می‌باشد. شکل ظاهری این ترکیب، پودر سفید است.